# Lissoteles hermanni
Lissoteles hermanni là một loài ruồi trong họ Asilidae. Lissoteles hermanni được Bezzi miêu tả năm 1910. Loài này phân bố ở vùng Tân nhiệt đới.